# Pawieł Korzun
 Pawieł Pietrowicz Korzun, ros. Павел Петрович Корзун, biał. Павел Пятровіч Корзун (ur. 3 sierpnia?/15 sierpnia 1892 we wsi Kliszawa, zm. 16 września 1943 w rejonie miasta Hadziacz) – radziecki dowódca wojskowy narodowości białoruskiej, generał porucznik.

## Życiorys
Urodził się we wsi Kliszawa (rejon słucki, obwód miński).
W 1913 roku wstąpił do wojska. Brał udział w I wojnie światowej, uzyskując stopień młodszego podoficera.
W 1918 roku wstąpił do Armii Czerwonej i uczestniczył w wojnie domowej w Rosji. Uczestniczył w walkach w rejonie Fergany i Buchary oraz  z basmaczami w Tadżykistananie. W tym czasie był kolejno dowódcą szwadronu, a następnie pułku kawalerii.
Po zakończeniu wojny był nadal dowódcą pułku kawalerii. W 1920 roku ukończył wyższą szkołę kawalerii, a w 1924 kolejną wojskową szkołę kawalerii. Funkcję dowódcy pułku pełnił do 1932 roku kiedy został mianowany pomocnikiem Inspektora Kawalerii Armii Czerwonej.
W 1934 roku został słuchaczem Akademii Wojskowej im Frunzego, którą ukończył w 1936 roku. W 1937 roku został pomocnikiem a następnie dowódcą 9 Dywizji Kawalerii. W 1939 roku został starszym wykładowcą taktyki ogólnej w Akademii Wojskowej im. Frunzego.
Po ataku Niemiec na ZSRR został mianowany dowódcą 219 Zmotoryzowanej Dywizji Strzeleckiej w składzie 25 Korpusu Zmechanizowanego, Frontu Centralnego. Dowodził tą dywizji w czasie walk w rejonie Propojska na Białorusi. W październiku 1941 roku został zastępca dowódcy do spraw tyłu 38 Armii, walczącej w składzie Frontu Południowo-Zachodniego.
15 stycznia 1942 roku został mianowany dowódcą 8 Korpusu Kawalerii w składzie Frontu Briańskiego i funkcję tę pełnił do 11 maja 1942 roku. W tym czasie korpus ten brał udział w walkach w rejonie Jelec i Liwny, a potem na zachód od Woroneża.
W dniu 12 maja 1942 roku został mianowany dowódcą 3 Armii wchodzącej w skład Frontu Brańskiego i dowodził nią do 26 czerwca 1943 roku, w tym czasie armia broniła prawego brzegu rzeki Zusza na przedpolach Orła.
W sierpniu 1943 roku został mianowany dowódcą 47 Armii, Frontu Woroneskiego, którą dowodził w czasie bitwy na łuku kurskim, w operacji biełgorodzko-charkowskiej, do swojej śmierci.
16 września 1943 roku w rejonie miasta Hadziacz zginął w wyniku wybuchu miny. Został pochowany w parku miejskim w Hadziaczu.

## Awanse
- kombrig (rozkaz nr 0124/п z dnia 17.02.1938 i НКО-0170/п z dnia 22.02.1938)
- generał major (rozkaz nr 945 z dnia 04.06.1940)
- generał porucznik (rozkaz nr 615 z dnia 03.05.1942)

## Ordery i odznaczenia
- Order Czerwonego Sztandaru (dwukrotnie – 27.03.1942[1], 27.08.1943[2])
- Order Czerwonej Gwiazdy z Półksiężycem II stopnia (Bucharska Ludowa Republika Radziecka) (1922[3])
- Medal jubileuszowy „XX lat Robotniczo-Chłopskiej Armii Czerwonej” (1938)